# Horthy István (birtokos)
Nagybányai Horthy István (Ramocsaháza, 1830. február 13. – Kenderes, 1904. június 23.) nagybirtokos, politikus, főrendiházi tag, Horthy Miklós kormányzó édesapja.

## Élete

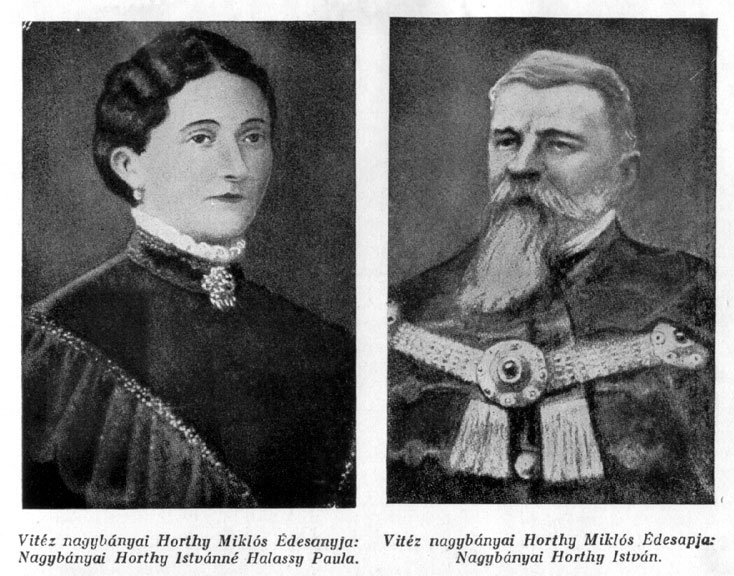
Halasy Paula és Horthy István arcképe

Ramocsaházi köznemesi családba született, édesapja Horthy István (1795–1857), édesanyja bizáki Puky Amália (1805–1839). Apai nagyszülei Horthy László, földbirtokos, és szolnoki Jármy Anna (1771–1797) voltak. Anyai nagyszülei bizáki Puky Simon (1776–1846), földbirtokos, és roffi Borbély Borbála (1786–1815) voltak.
Horthy István 1857-ben megházasodott, majd az édesanyjától örökölt 450 holdas kakati birtokra költözött. A Bach-korszak utáni időszakban bekapcsolódott a közéletbe. Az 1860-as években a Felirati Párt, majd később a balközép kiemelkedő alakja volt Hevesben. Az egri sajtó a megyegyűlések erélyes és ügyes szónokának, valamint jeles műveltségű és megnyerő modorú férfiúnak nevezte. Próbált az országos politika felé elmozdulni, de előbb az 1872-es, majd az 1875-ös választásokon sem tudott parlamenti mandátumot szerezni, így ismét a megyei ügyek felé fordult. 1876-tól Jász-Nagykun-Szolnok vármegye – ahol felesége révén ugyancsak birtokos volt, – törvényhatósági bizottságának tagja lett. Főként a korábbi kiváltságolt területekből és Heves déli részéből alakított vármegye egységéért működött. Ennek elérése érdekében a taktizálástől és a kisebb erőszakoskodásoktól sem riadt vissza. 1879-ben, Kiss Miklós halála okán Tisza Kálmán miniszterelnök levélben kérte fel Horthyt Jász-Nagykun-Szolnok vármegye főispáni székének elfoglalására, de ő e rangos hivatal betöltését nem fogadta el. Kortársai szerint szerény természetű ember volt, ezért is utasíthatta vissza a felkérést. 1884-ben, amikor Beniczky Ferenc főispán belügyminisztériumi államtitkár lett, ismét megürült a vármegye előljárói széke. Ekkor nem csak a kormány és a vármegye, de Beniczky is Horthyra gondolt, mint új főispánra, ám Horthy ragaszkodott korábbi álláspontjához, így a felkínált hivatalt másodszor is visszautasította. Annak a felkérésnek azonban, hogy az új főispán eskütétele előtt köszöntőt intézzen, elvállalta. Befolyását jól mutatja, hogy az 1889-ben kinevezett új főispán, Újfalussy Sándor még beiktatási ceremóniája előtt őt látogatta meg elsőként kenderesi birtokán. Talán életének egyik legnagyobb kitüntetése volt, amikor 1893-ban a Főrendiház örökös tagjává választották. A politikán kívül az egyházban is működött. 1862-től a heves-nagykunsági református egyházmegye tanácsbírája, 1869-től egészen 1903-ig pedig gondnoka volt.

### Családja
1857. október 30-án vette feleségül a kenderesi születésű dévaványai Halasy Paulát (1839–1895), dévaványai Halassy József és Gärber Eliza lányát. Kilenc gyermekük született:
- István (1858–1937) lovassági tábornok, felesége Latinovits Margit (1866–1926)
- Béla (1862–1880) a fiumei haditengerészeti akadémia növendékeként hunyt el balesetben[6]
- Zoltán (1860–1940), 1. felesége Eyer Hermina (1878–?); 2. felesége Nagy Erzsébet (1896–?)
- Paula (1863–1906), férje Graefl Jenő (1853–?)
- Miklós (1868–1957), a Magyar Királyság kormányzója; felesége Purgly Magdolna (1881–1959)
- Erzsébet (1871–1955), 1. férje Péchy György (1866–1909); 2. férje Arthur Czernin (1880–1941)
- Szabolcs (1873–1914), Jász-Nagykun-Szolnok vármegye főispánja
- Jenő (1874–1876)
- Jenő (1877–1953), felesége gróf Bethlen Róza (1882–1955)